# Gustavite
La gustavite è un minerale.